# Lorenzo De Angelis
Lorenzo De Angelis (Roma, 7 ottobre 1984) è un attore, doppiatore e direttore del doppiaggio italiano.

## Biografia
Figlio del doppiatore Claudio De Angelis, fin da piccolo inizia a doppiare e lavorare per il cinema e soprattutto per la televisione.
Ha doppiato il fantasmino in Casper (1995), Casper - Un fantasmagorico inizio (1997) e Casper e Wendy - Una magica amicizia (1998), gli attori gemelli James e Oliver Phelps nella saga cinematografica di Harry Potter e anche Andrew Garfield in diverse interpretazioni. Tra le opere in cui ha partecipato come attore, ricordiamo il film televisivo Il goal del Martin Pescatore, regia di Ruggero Miti, la serie televisiva Lezioni di guai (1999), Incantesimo 3 e 4 (2000-2001), il kolossal hollywoodiano King Arthur (2004), Ricomincio da me e Provaci ancora prof!, fiction entrambe del 2005 e dirette da Rossella Izzo, Questa è la mia terra (2006), regia di Raffaele Mertes, Chiara e Francesco, miniserie televisiva girata nel 2007 sotto la regia di Fabrizio Costa, Il sangue e la rosa, regia di Salvatore Samperi, e Puccini, regia di Giorgio Capitani, del 2008. Nel 2016 interpreta un personaggio secondario presente nella decima stagione di Un medico in famiglia.
Ha doppiato vari attori di telefilm, come Matthew Underwood in Zoey 101 e Gastón Soffritti in Il mondo di Patty.
Il 20 agosto 2023 ha ottenuto il premio Voce D’Oro del comune di Salice Salentino durante il Salicomix.

## Filmografia

### Cinema
- Caruso, zero in condotta, regia di Francesco Nuti (2001)
- King Arthur, regia di Antoine Fuqua (2004)
- Sopra e sotto il ponte, regia di Alberto Bassetti (2005)
- Sleeping Around, regia di Marco Carniti (2008)
- Piazza Giochi, regia di Marco Costa (2010)
- Halina, regia di Francesco e Neri Ricci Lotteringi (2013)
- Olivia, regia di Marco Costa (2021)

### Televisione
- Il goal del Martin Pescatore, regia di Ruggero Miti – film TV (1996)
- Un giorno fortunato, regia di Massimo Martelli – miniserie TV (1997)
- Una donna per amico – serie TV (1998)
- Lui e lei 2 – serie TV (1999)
- Lezioni di guai – serie TV (1999)
- Incantesimo 3 – serial TV (2000-2001)
- Tequila & Bonetti – serie TV (2000)
- La banda, regia di Claudio Fragasso – film TV (2001)
- Un medico in famiglia – serie TV, 27 episodi (2001-2016)
- Francesco, regia di Nicola Farnacci – miniserie TV (2002)
- Ferrari, regia di Carlo Carlei – miniserie TV (2003)
- Ricomincio da me, regia di Rossella Izzo – miniserie TV (2005)
- Provaci ancora prof! – serie TV, 16 episodi (2005-2012)
- R.I.S. - Delitti imperfetti, regia di Alexis Sweet – serie TV, episodio 2x08 (2006)
- Questa è la mia terra – serie TV, episodio 1x01 (2006)
- La sacra famiglia, regia di Raffaele Mertes – miniserie TV (2006)
- Chiara e Francesco, regia di Fabrizio Costa – miniserie TV (2007)
- Il sangue e la rosa, regia di Salvatore Samperi – miniserie TV (2008)
- Puccini, regia di Giorgio Capitani – miniserie TV (2009)
- Caterina e le sue figlie 3 – serie TV, 8 episodi(2010)
- Come un delfino, regia di Stefano Reali – miniserie TV (2013)
- Squadra mobile – serie TV, episodio 1x01 (2015)
- Che Dio ci aiuti – serie TV, episodio 7x03 (2023)

## Doppiaggio

### Cinema
- James e Oliver Phelps in Harry Potter e la pietra filosofale, Harry Potter e la camera dei segreti, Harry Potter e il prigioniero di Azkaban, Harry Potter e il calice di fuoco, Harry Potter e l'Ordine della Fenice, Harry Potter e il principe mezzosangue, Harry Potter e i Doni della Morte - Parte 1, Harry Potter e i Doni della Morte - Parte 2
- Andrew Garfield in Non lasciarmi, The Social Network, The Amazing Spider-Man, The Amazing Spider-Man 2 - Il potere di Electro, 99 Homes, La battaglia di Hacksaw Ridge, Ogni tuo respiro, Tick, Tick... Boom!, Spider Man - No Way Home, We Live in Time - Tutto il tempo che abbiamo
- Christine Cavanaugh in Babe - Maialino coraggioso
- Elizabeth Daily in Babe va in città
- Malachi Pearson in Casper
- Jeremy Foley in Casper - Un fantasmagorico inizio
- Andrew J. Ferchland in The Fan - Il mito
- Frankie Muniz in Big Fat Liar
- Jackie Shroff in Dil Hi To Hai
- Joe Cole in Against the Ice
- Lucas Black in L'agguato - Ghosts from the Past
- Thomas Mann in Quel fantastico peggior anno della mia vita
- Trevor Morgan in The Sixth Sense - Il sesto senso
- Vincent Lacoste in Asterix & Obelix al servizio di Sua Maestà
- Zohren Weiss in La carica dei 101 - Questa volta la magia è vera
- Gaspard Ulliel in Una diga sul Pacifico
- Jules Sadoughi in Notre-Dame in fiamme
- Farzad Sohrabi in Il vento ci porterà via
- Ahmed Malek in Hepta - Sette stadi d'amore
- Sadou Teymouri in Viaggio a Kandahar
- Jeremy Howard in Tartarughe Ninja, Tartarughe Ninja - Fuori dall'ombra
- Matt Koruba in Un genio per amico
- Swann Arlaud in Come sono diventato un supereroe
- Daniel Zovatto ne L'esorcista del papa
- Carlos Alcaide ne Il club dei lettori assassini
- Francis Capra in Free Willy 2
- Joshua Mikel in Brothers

### Film d'animazione
- Nuts/Nattsu in Yes! Pretty Cure 5 - Le Pretty Cure nel Regno degli Specchi e Yes! Pretty Cure 5 GoGo! - Buon compleanno carissima Nozomi
- Christopher Robin in Le avventure di Winnie the Pooh[1], Winnie the Pooh alla ricerca di Christopher Robin
- Goku bambino nei film di Dragon Ball (Doppiaggio Dynamic)
- Willis in Digimon Hurricane Touchdown/Supreme Evolution! The Golden Digimentals
- Ducky in Alla ricerca della Valle Incantata 3 - Il mistero della sorgente, Alla ricerca della Valle Incantata 4 - La terra delle nebbie e Alla ricerca della Valle Incantata 5 - L'isola misteriosa
- Casper in Casper e Wendy - Una magica amicizia
- Andy in Toy Story - Il mondo dei giocattoli
- Shun Kazama in La collina dei papaveri
- Buster in We're Back! - 4 dinosauri a New York
- Gran Maestro Nimzo in Dragon Quest: Your Story
- Takahiro in Voglio mangiare il tuo pancreas

### Serie d'animazione
- Henry Wong in Digimon Tamers
- Mark Evans in Inazuma Eleven
- Nuts/Nattsu in Yes! Pretty Cure 5 e Yes! Pretty Cure 5 GoGo!
- Seiya Yaboshi in UFO Baby
- Shō Ōta in Victory Kickoff!! - Sfide per la vittoria
- Hughes in Fairy Tail
- Kernel in Noodle
- Kunzite in Pretty Guardian Sailor Moon Crystal
- Raffaello (2012) in Teenage Mutant Ninja Turtles - Tartarughe Ninja
- Levius in Levius
- Eugene Horowitz in Hey, Arnold!
- Dean Venture in The Venture Bros.
- Rezaren Ammosine in Dragon Age: Absolution
- Yoichi Nagumo in Sakamoto Days
- Tabacco in Moominvalley
- Zee in A tutto reality - L'isola: Il ritorno
- Giovane Neil in Scott Pilgrim - La serie
- Omnipod in WondLa
- Lim Tae-Gyu in Solo Leveling

### Serie televisive
- Joe Cole in Skins, Peaky Blinders
- Charlie Barnett in Chicago Fire, Chicago P.D.
- Adam Lambert in Glee
- Matthew Underwood in Zoey 101
- Daryl Sabara (1° voce) e Gregg Sulkin in I maghi di Waverly
- Thomas Dekker in Terminator: The Sarah Connor Chronicles
- Geoff Breton in Il diario di Anna Frank
- Colin Woodell in Devious Maids - Panni sporchi a Beverly Hills
- Drake Bell in Amanda Show
- John Kim in The Librarians
- Adam Jezierski in Fisica o chimica
- Pablo Martínez in Super T - Una schiappa alla riscossa
- Avi Nash in The Walking Dead
- Joseph Quinn in Stranger Things
- Kyle Soller in Andor
- Avi Nash in Silo
- Harry Shum Jr. in Grey’s Anatomy
- Nathan Mitchell in The Boys
- Daniel Sharman ne La costa del crimine
- Munetaka Aoki in Like a Dragon: Yakuza

### Telenovelas
- Gastón Soffritti in Il mondo di Patty
- Leonel Deluglio in Champs 12
- David Prada in Chica vampiro
- Javier Lq in Violetta
- Gabriel Gallichio in Love Divina, Five Stars

### Videogiochi
- Mark Evans in Inazuma Eleven[2] e Inazuma Eleven Strikers[3]